# 凯西·希尔顿
凯西·希尔顿（英語：Kathy Hilton，1959年3月13日—），美国女演员、社会名流、時尚設計師與慈善家。她是社交名流帕丽斯·希尔顿和時尚設計師妮琪·希尔顿的母亲。

## 早年
凱西·希爾頓的父母是羅倫斯·K·阿瓦奇諾（Laurence K. Avanzino；1935年－1997年）和凱斯琳·杜根（Kathleen Dugan；1938年－2002年），出生不久后父母离婚，母亲改嫁给了肯尼斯·埃德溫·理查茲（Kenneth Edwin Richards；1917年－1998年）。母親凱斯琳與第二任丈夫生下了金·理查兹與凱爾·理查兹，即凱西同母異父的妹妹們，兩人後來都成為了童星演員。除了她們二人以外，凱西另外還有五個同父異母的手足們。她身上流有義大利裔、愛爾蘭裔及蘇格蘭裔血統。
她畢業於洛杉磯一間私立高中，在校期間與麥可·傑克森成為了好友。在他逝世之前，她一直都與傑克森維持著親密的友誼關係。

## 个人生活
凯西·希尔顿和希尔顿酒店的继承人理查·希爾頓在1979年11月24日结婚。他们有四个孩子：
- 帕丽斯·希尔顿（1981年2月17日出生）
- 妮琪·希尔顿（1983年10月5日出生）
- 巴倫·希爾頓二世（1989年11月7日出生）
- 康拉德·修斯·希爾頓三世（1994年3月3日出生）